# Kevin Rubio
Kevin Rubio (Puerto Montt, Chile, 15 de enero de 2000) es un baloncestista chileno que juega en las posiciones de escolta o alero para la Universidad de Concepción de la Liga Nacional de Básquetbol de Chile. Es también miembro de la selección de baloncesto de Chile.

## Trayectoria
Rubio comenzó a jugar al baloncesto en 2013 en el Club Escuela de Básquetbol Puerto Montt. Hizo su debut con el equipo superior de la institución en 2017.
En febrero de 2018 dejó su país para incorporarse al Club Ourense Baloncesto de España, el cual lo cedió al Rio Ourense Termal, su filial en la Liga EBA. Allí jugó hasta el cierre de la temporada, y luego regresó a Sudamérica para fichar con el club argentino Quimsa.
En su nuevo destino permaneció dos años, jugando fundamentalmente en la Liga de Desarrollo y en la Liga 3x3, pero también interviniendo esporádicamente en la Liga Nacional de Básquet, donde llegó a disputar 16 partidos. 
Jugó la temporada 2021 de la LNB de Chile con el ABA Ancud, pasando luego a la Universidad de Concepción, donde se consagró campeón por primera vez del torneo de la máxima categoría del baloncesto chileno en 2022 y donde hizo su debut en competencias internacionales de clubes al disputar la BCLA.

## Selección nacional

### Juvenil
En 2017 integró la selección juvenil de Chile que conquistó el Campeonato Sudamericano de Baloncesto Sub-17, siendo una de las figuras del equipo. En la modalidad 3x3, obtuvo la medalla de oro en los Juegos Suramericanos de la Juventud. Por esos logros (y por haber guiado a la selección de Los Lagos a la conquista del título en los Juegos Binacionales de la Araucanía) el Instituto Nacional de Deportes de Chile lo destacó como uno de los mejores deportistas del año.
Posteriormente jugó en el Campeonato FIBA Américas Sub-18 de 2018 y en el Campeonato Sudamericano de Baloncesto Sub-21 de 2019, como también en la FIBA 3x3 Nations League Sub-23 y en el Campeonato Mundial de Baloncesto 3x3 Sub-23 de 2023.

### Absoluta
Rubio comenzó a jugar con la selección absoluta en 2018, durante las ventanas de la Clasificación de FIBA Américas para la Copa Mundial de Baloncesto de 2019.
Con la selección de baloncesto 3x3 de Chile disputó la edición 2022 y 2023 de la FIBA 3x3 AmeriCup. También participó del torneo de baloncesto 3x3 de los Juegos Panamericanos de 2023, donde su equipo consiguió la medalla de plata.